# Call of Duty: United Offensive
Call of Duty: United Offensive (wym. [kɔːl əv ˈdjuːti jʊˈnaɪtɪd əˈfensɪv]) – gra komputerowa z gatunku first-person shooter w realiach II wojny światowej, wyprodukowana przez amerykańskie studio Gray Matter Interactive i wydana w 2004 roku przez Activision. Jest to dodatek do gry Call of Duty.
W Call of Duty: United Offensive gracz obejmuje kontrolę nad amerykańskim kapralem Scottem Rileyem, brytyjskim kapralem Jamesem Doyle’em i rosyjskim szeregowym Jurijem Pietrenką. Akcja gry jest rozłożona na trzy kampanie i toczy się m.in. podczas operacji „Husky” na Sycylii, bitwy na łuku kurskim i ofensywy w Ardenach. Dodatek przyniósł w stosunku do wersji podstawowej zmiany takie jak możliwość kierowania pojazdami i poprawę oprawy graficznej, a także rozbudowany tryb gry wieloosobowej.
Podobnie jak Call of Duty, United Offensive zdobyła uznanie wśród krytyków. Chwalono tryb gry wieloosobowej i poprawioną oprawę wizualną, natomiast krytyce była poddawana chaotyczna kampania jednoosobowa.

## Fabuła
Podczas kampanii jednoosobowej gracz kieruje łącznie trzema żołnierzami. Pierwszym z nich jest kapral Scott Riley z US Army, biorący udział w walkach o Bastogne. Kolejna grywalna postać to brytyjski kapral James Doyle, lotnik Royal Air Force, który uczestniczy w bombardowaniu niemieckich instalacji w Holandii, a także w działaniach komandosów na Sycylii. Ostatni z bohaterów gry to rosyjski szeregowy Jurij Petrenko, który bierze udział w bitwie na łuku kurskim oraz trzeciej bitwie o Charków. Do najważniejszych bohaterów drugoplanowych w kampanii amerykańskiej należą kapitan Foley i sierżant Moody, przełożeni Rileya podczas kontrofensywy w Ardenach. W kampanii brytyjskiej jest to major Ingram, dowódca oddziału Doyle’a, który wcześniej pojawił się w Call of Duty jako oficer odbity z obozu jenieckiego w akcji amerykańskich spadochroniarzy. W kampanii radzieckiej ważną postacią jest sierżant Antonow, dowódca drużyny, do której należy Petrenko.

### Streszczenie
Gra rozpoczyna się niedaleko miejscowości Bastogne w Belgii, gdy pluton sierżanta Moody’ego odbywa patrol. Niespodziewanie rozpoczyna się atak niemieckiej piechoty wspartej przez siły pancerne. Scott Riley, Moody i szeregowy żołnierz Ender docierają do jeepa i wycofują się do okopów. Tam żołnierze odpierają atak Niemców. Nocą Amerykanie kontratakują na niemieckie pozycje, zajmując gospodarstwo. Moody wysadza działa broniące domostwa, a żołnierze amerykańscy pojmują niemieckiego oficera. Ten ujawnia miejsce przetrzymywania amerykańskich jeńców, lecz podczas kontrofensywy Niemców próbuje uciec. Zostaje zabity, a Amerykanie odpierają kontratak. Moody odnajduje jeńców i przydziela im sanitariusza. Następnie jego oddział wspiera grupę próbującą powstrzymać uderzenie Niemców na skrzyżowanie. Nadchodzący konwój wroga zostaje zniszczony.
Następnie Riley bierze udział w akcji zdobywania miejscowości Foy, osady miasta Bastogne. Amerykański konwój pancerny zostaje zniszczony przez działa 88 mm. Spadochroniarze likwidują obsługi dział i karabinów maszynowych, po czym zdobywają kościół. Drużyna strzeże kolejny konwój, który wypiera Niemców z wioski, po czym zdobywają ich centrum łączności. Ostatecznie Amerykanie zajmują wioskę Noville i odpierają kontratak sił niemieckich.
Następnie akcja gry przenosi się do Holandii. James Doyle bierze udział w bombardowaniu kompleksu przemysłowego z samolotu B-17. Zostaje on jednak zestrzelony, a Doyle ratuje się skokiem ze spadochronem. Na ziemi spotyka majora Ingrama z SAS i holenderskich partyzantów, po czym bierze udział w akcji podkładania ładunków wybuchowych na moście kolejowym. Potem partyzanci uciekają na farmę.
Następnie Doyle, już jako podwładny Ingrama, bierze udział w akcji Special Air Service na Sycylii, gdzie w okolicach Cappo-Murro-di-Porco detonuje bunkier strzegący wybrzeża przed brytyjską flotą. Komandosi podczas ucieczki ponoszą znaczące straty. Doyle i Ingram docierają do portu, po czym kradną łódź i ewakuują się na brytyjski okręt.
Później akcja gry przenosi się w okolice Kurska w Związku Radzieckim. Jurij Petrenko bierze udział w obronie okopów przed atakiem niemieckim oraz niszczy działa samobieżne Elefant. Następnie siły radzieckie atakują i oczyszczają z sił wroga wioskę Ponuri. Potem Petrenko dołącza do załogi czołgu T-34 i uczestniczy w wielkiej biwie pancernej pod Prochorowką, która kończy się zwycięstwem Armii Czerwonej.
Następnie drużyna Petrenki bierze udział w walkach o Charków. Ostrzał artylerii kierowanej przez Petrenkę niszczy wrogie stanowiska bojowe. Żołnierze radzieccy podczas zaciętych walk zdobywają śródmieście i plac, po czym odpierają kontratak Niemców na stację kolejową.

## Rozgrywka
W porównaniu z wersją podstawową dodatek United Offensive wprowadza nową kampanię jednoosobową. Składa się na nią ciąg trzech kampanii: amerykańskiej podczas niemieckiej kontrofensywy w Ardenach, brytyjskiej w trakcie operacji „Husky” i radzieckiej podczas bitwy na łuku kurskim.
Dokonano przekształceń w trybie gry wieloosobowej. Wprowadzone zostały nowe tryby rozgrywki: Capture the Flag; Domination, w którym należy przejąć kontrolę nad wszystkimi punktami strategicznymi; oraz Base Assault, w którym celem jest zniszczenie bunkra przeciwnika. Dostępne stało się kierowanie pojazdami takimi jak czołg T-34, czołg M4 Sherman i samochód Willys Jeep. Wprowadzony został system rang, w którym za osiągnięcia w grze graczowi przyznawane są specjalne zdolności takie jak lepsze uzbrojenie i możliwość przywoływania wsparcia artylerii. Dodano również 11 nowych map.
Wprowadzone zostały nieznaczne modyfikacje do rozgrywki. Możliwe stało się przeniesienie stacjonarnych karabinów maszynowych, które można rozstawić na przykład na płaskim terenie, oknach i przeszkodach terenowych. Kierowany przez gracza bohater zyskał umiejętność szybkiego biegu, a także „podgotowania” granatów, czyli wypuszczenia granatu po pewnym czasie od wyciągnięcia z niego zawleczki, co zmniejsza szanse ochrony wroga przed wybuchem. Oprócz broni z Call of Duty są dostępne nowe jej rodzaje, np. rozstawiane na ziemi lekkie karabiny maszynowe Browning.30 i MG 34, karabiny samopowtarzalne SWT i Gew43, granatnik przeciwpancerny Bazooka, pistolet TT oraz miotacz ognia Flammenwerfer 41.

## Wydanie gry
25 marca 2004 portale GameSpot i IGN na podstawie doniesień z pisma „PC Gamer” opublikowały pierwsze informacje o Call of Duty: United Offensive. 9 kwietnia 2004 Activision opublikowało pierwsze zrzuty ekranu z gry. Jednocześnie oficjalnie zostały ogłoszone prace nad grą.
Gra została pokazana 12 maja 2004 na targach Electronic Entertainment Expo – zaprezentowano wersję demonstracyjną zawierającą obronę Bastogne, inwazję na Sycylię oraz misję pod Kurskiem. Recenzent Dan Adams z portalu IGN pochwalił demo gry za rozgrywkę i poprawioną w stosunku do Call of Duty oprawę graficzną, szczególnie wygląd nieba i chmur.
14 września 2004 gra pojawiła się w sklepach w Stanach Zjednoczonych. Dwa dni później została opublikowana wersja demonstracyjna gry. 22 października 2004 gra została wydana w Polsce; dystrybutorem był Licomp Empik Multimedia. 22 grudnia 2004 opublikowano dodatkowy zestaw ośmiu nowych map do trybu gry wieloosobowej. 5 kwietnia 2005 roku Call of Duty: United Offensive ukazała się wraz z podstawową Call of Duty w ramach pakietu Call of Duty Deluxe Edition.

## Odbiór gry
Call of Duty: United Offensive została pozytywnie przyjęta przez recenzentów, osiągając według agregatora GameRankings średnią wynoszącą około 87% maksymalnych ocen. Chwalono ulepszone, poprawiające wygląd gry efekty cząsteczkowe. Shawn Sanders z portalu Game Revolution pozytywnie ocenił ponadto oprawę dźwiękową.
W grze zauważono jednak, że podobnie jak w podstawowej wersji, gracz nie ma możliwości swobodnego poruszania się w świecie gry. Sal Accardo z portalu GameSpy skrytykował grę za chaos występujący w misjach i przesadnie dużą ilość komputerowych wrogów. Krytycy ze strony 1UP.com również negatywnie ocenili zbyt dużą ilość przeciwników, podając jeszcze jedną wadę gry – krótki czas trwania trybu gry jednoosobowej. Tom McNamara z portalu IGN stwierdził, że w kampanii możliwość kierowania pojazdami daje się zauważyć jedynie przez krótką chwilę.
Pozytywnie oceniony został tryb gry wieloosobowej. Według recenzenta z portalu GameZone dodatek znacząco odmienił rozgrywkę wieloosobową w stosunku do gry podstawowej. Tom McNamara pisał, że dzięki systemowi Kill Cam pokazującemu pozycję zabójców oraz zaprojektowaniu map skutecznie zostało ograniczone zjawisko kampowania. Jason Ocampo z portalu GameSpot pochwalił grę wieloosobową za zmniejszenie roli strzelców wyborowych na rzecz pojazdów, a Tom Bramwell ze strony Eurogamer stwierdził, że na tle kampanii jednoosobowej rozgrywka wieloosobowa jest względnie łatwa.